# Europamästerskapen i orientering 2024
Europamästerskapen i orientering 2024 arrangerades i Mór i Ungern 15–20 augusti 2024. Detta var de andra Europamästerskapen med skogsdistanser som hölls efter uppdelningen i skogs- respektive sprintmästerskap.

## Medaljörer

### Damer

#### Långdistans[1]
1. Tove Alexandersson,  Sverige 1:25:43
2. Simona Aebersold,  Schweiz 1:29:47
3. Andrine Benjaminsen,  Norge 1:32:34

#### Medeldistans[2]
1. Simona Aebersold,  Schweiz 40:51
2. Natalia Gemperle,  Schweiz 43:10
3. Andrine Benjaminsen,  Norge 44:09

### Herrar

#### Långdistans[1]
1. Kasper Fosser,  Norge 1:37:13
2. Daniel Hubmann,  Schweiz 1:40:57
3. Mika Kirmula,  Finland 1:41:47

#### Medeldistans[2]
1. Eirik Langedal Breivik,  Norge 42:34
2. Kasper Fosser,  Norge 42:58
3. Albin Ridefelt,  Sverige 43:39

### Stafett[3]

#### Damer
1. Schweiz (Ines Berger, Natalia Gemperle, Simona Aebersold) 1:46:23
2. Norge ( Kamilla Steiwer,  Marie Olaussen,  Andrine Benjaminsen) 1:46:44
3. Sverige (Johanna Ridefelt,  Hanna Lundberg,  Tove Alexandersson) 1:49:09

#### Herrar
1. Norge ( Eskil Kinneberg, Eirik Langedal Breivik, Kasper Fosser) 1:46:28
2. Sverige (Viktor Svensk, Albin Ridefelt, Emil Svensk) 1:48:37
3. Schweiz (Daniel Hubmann, Fabian Aebersold, Joey Hadorn) 1:49:17